# جامعة موزارتيوم سالزبورغ
جامعة موزارتيوم سالزبورغ (بالألمانية: University Mozarteum Salzburg)‏ هي واحدة من ثلاثة كيانات تابعة ولكنها منفصلة (وهي في الواقع جامعة حكومية) تحت «موزارتيوم» مونيكر في بلدية سالزبورغ؛ مؤسسة موزارتيوم الدولية وأوركسترا موزارتيوم سالزبورغ هما الاثنان الآخران. وهي متخصصة في الموسيقى، والفنون الدرامية، وبدرجة أقل الفنون الرسومية. مثل التفرعات الاكاديمية التابعة لها تم إنشاؤها تكريما للموسيقي الشهير سالزبورغ فولفغانغ أماديوس موزارت.

## التاريخ والإيضاح
في عام 1841، أسست أرملة موزارت كونستانس ويبر موزارت أول كيانات «موزارتيوم»: «جمعية موسيقى الكاتدرائية وموزارتيوم»، والتي كانت مهمتها «صقل الذوق الموسيقي فيما يتعلق بالموسيقى المقدسة والحفلات الموسيقية». عملت الرابطة كسلف لأوركسترا موزارتيوم سالزبورغ خلال القرن التاسع عشر وكانت في قلب الحياة الموسيقية في المدينة، وقدمت الحفلات الموسيقية والأنشطة ذات الصلة. واكتسبت اسمها الحالي في عام 1908.
جاءت مؤسسة موزارتيوم الدولية بعد ذلك، وقد شيدت قرب نهاية القرن التاسع عشر. وحتى يومنا هذا، وهو عبارة عن مبنى مكتبي أنيق كبير على شوارزسترافي ملحق به قاعتان للحفلات الموسيقية. حدث البناء بين 1910 و1914 لتصميم من قبل المهندس المعماري ميونيخ ريتشارد بيرندل (1875-1955). وتعرف أكبر القاعتين في حد ذاتها باسم «موزارتيوم» وهي ذات شهرة عالمية؛ اسمه الصحيح هو ببساطة «جروير سال». القاعة الأصغر هي «وينر سال». وإلى جانب الحفاظ على هذا المجمع، تدير المؤسسة متحفين مخصصين لموزارت (بيت ميلاد الملحن، أو «جيبرتشاوس»، ومسكنه الرئيسي في سالزبورغ، أو «ووهنهاوس») فضلاً عن مهرجان موسيقي سنوي في يناير يخصص لموسيقى موزارت.
والمبنى الرئيسي للجامعة الذي أعيد بناؤه مؤخرا يقع في ميرابيبلاتس 1.

## عضو من جروبير سال (Großer Saal)
؟تم بناء الآلة الموسيقية المسماة بالأورجن قاعة الحفلات الموسيقية الكبرى من 100 رتبة من قبل الشركة النمساوية ريجر في عام 1914. تم تركيب عضو جديد تماما على نمط الباروك الجديد في عام 1970 من قبل E. F. Walcker & Cie. وتم تفكيك ذلك في عام 2008. وفي عام 2010، قام هيرمان إول أورغيلباو (Bautzen) بتركيب جهاز عمل جديد من 50 محطة، وأعيد بناء الواجهة 1914 لهذا الجهاز.

## عضو من وينر سال
تم بناء الأورجن في قاعة الحفلات الموسيقية الصغيرة «وينر سال»، التي تقع بشكل غير مرئي في غرفة الأعضاء فوق المرحلة، في عام 1914 من قبل ريجر مع 25 وقفة والعمل الكهربي-الرئوي. أعيد بناؤه في عام 1941، بما في ذلك وحدة جديدة وبعض التعديلات النيوباروك. العضو في حالة سيئة، ولكن لا يزال قابل للتشغيل.

## معرض صور

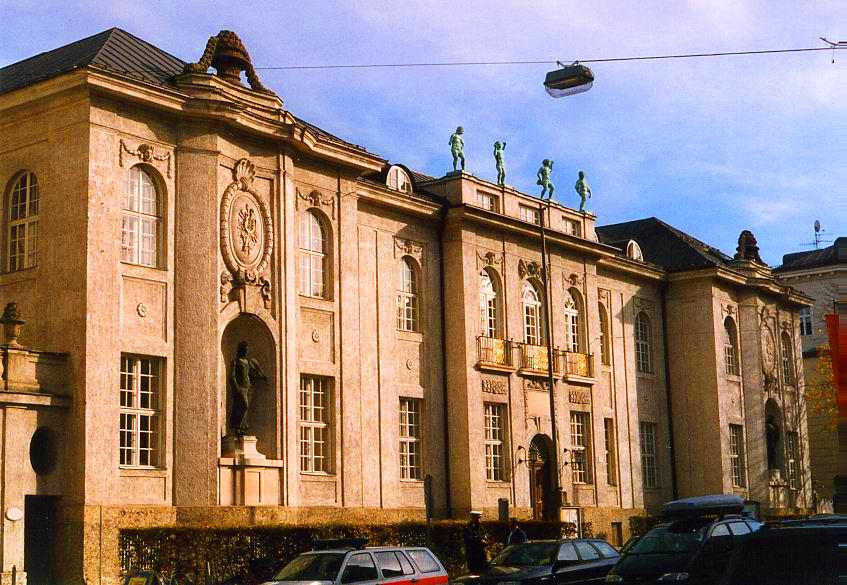
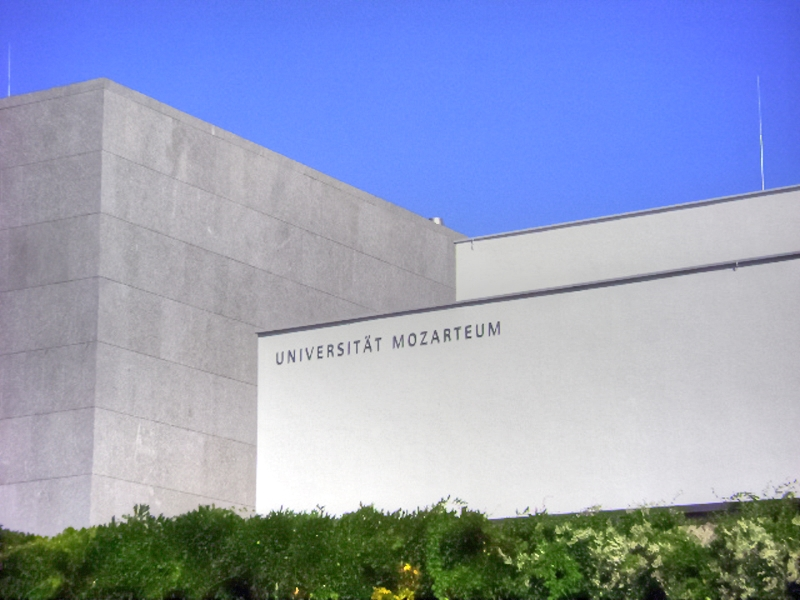
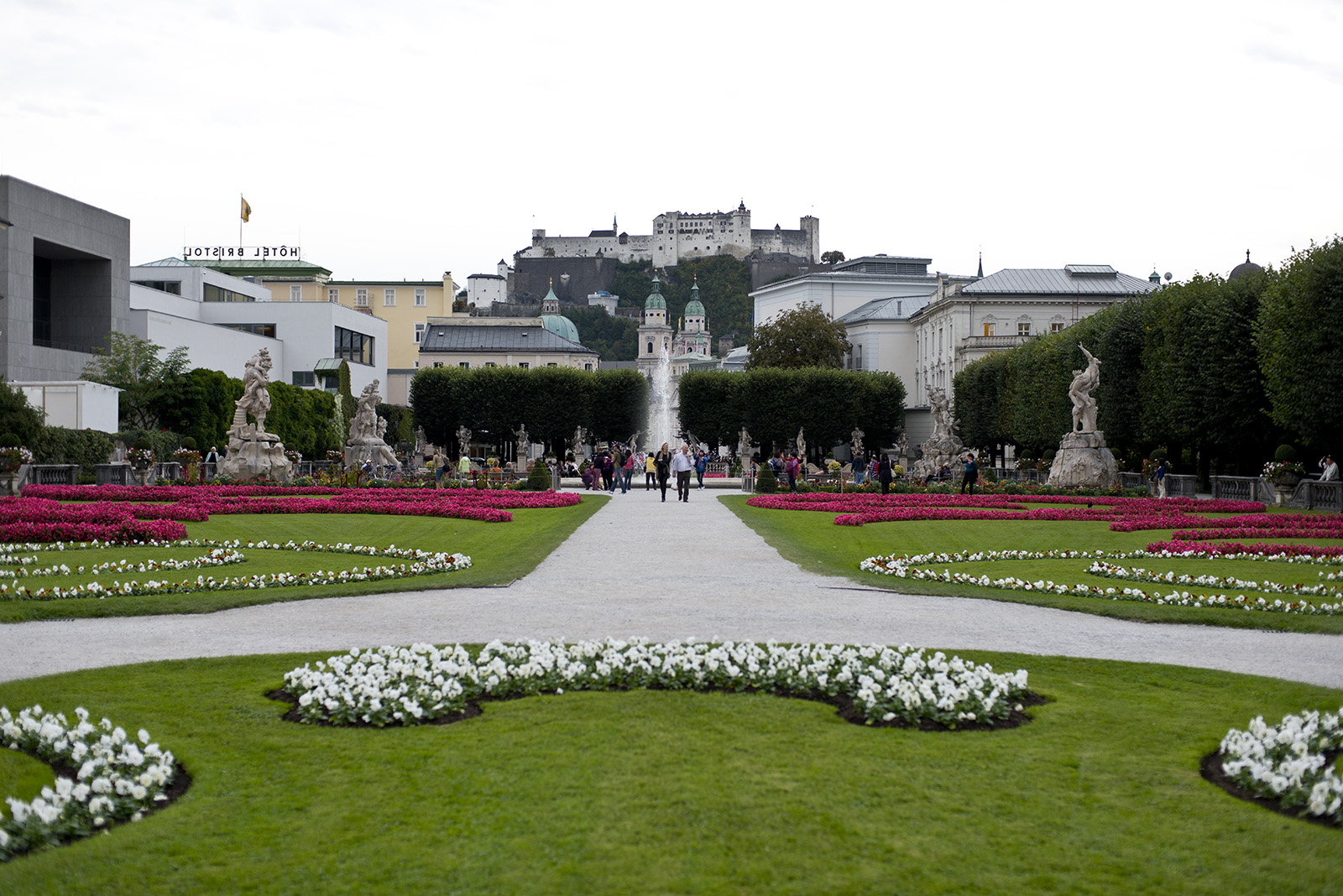
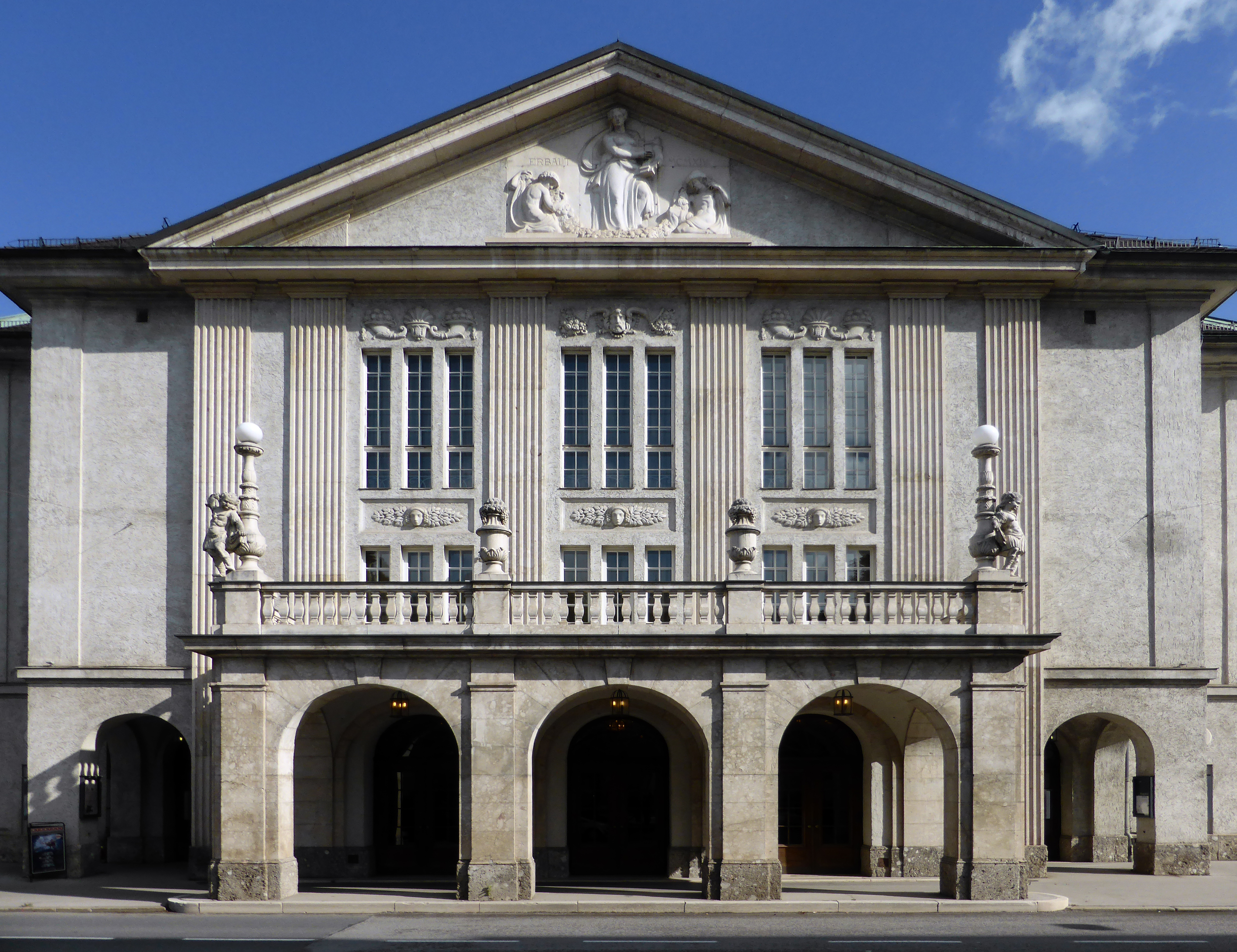
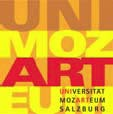

## روابط خارجية
- Official site
- Mozarteum Precollege Program (German)
- The Mozarteum – Salzburg Guide
- Mozarteum Orchestra of Salzburg
- International Mozarteum Foundation website
- Institute for historical and modern-day Mozart Opera Interpretation